# Bruno Walrave

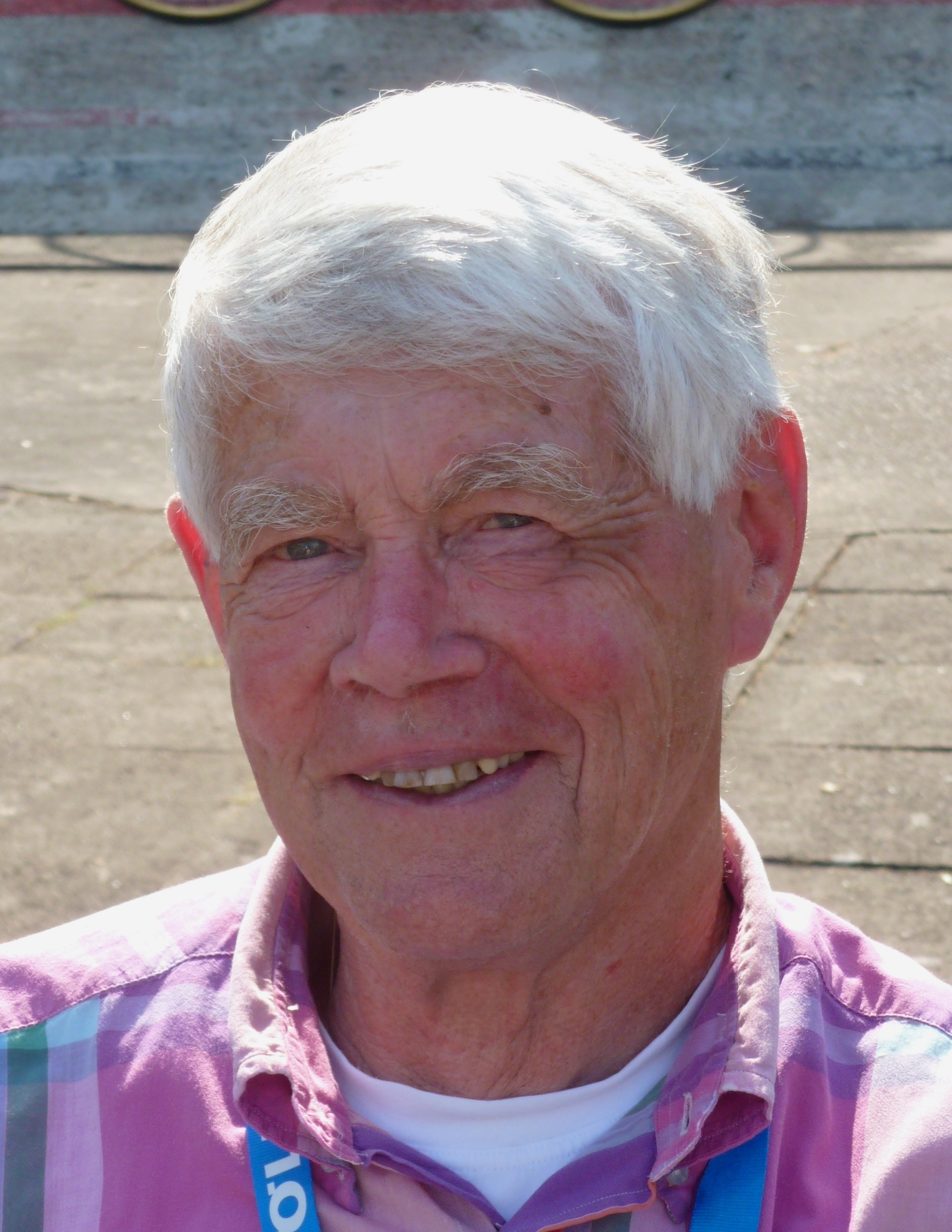
Bruno Walrave, 2015

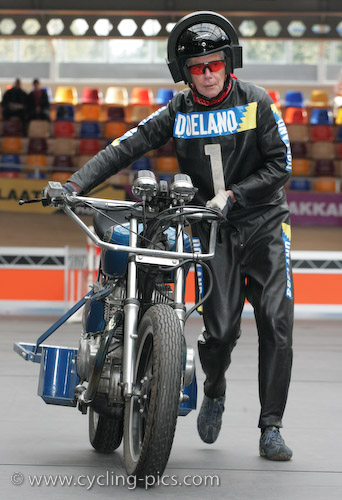
Bruno Walrave bei der Steher-EM in Alkmaar, 2008

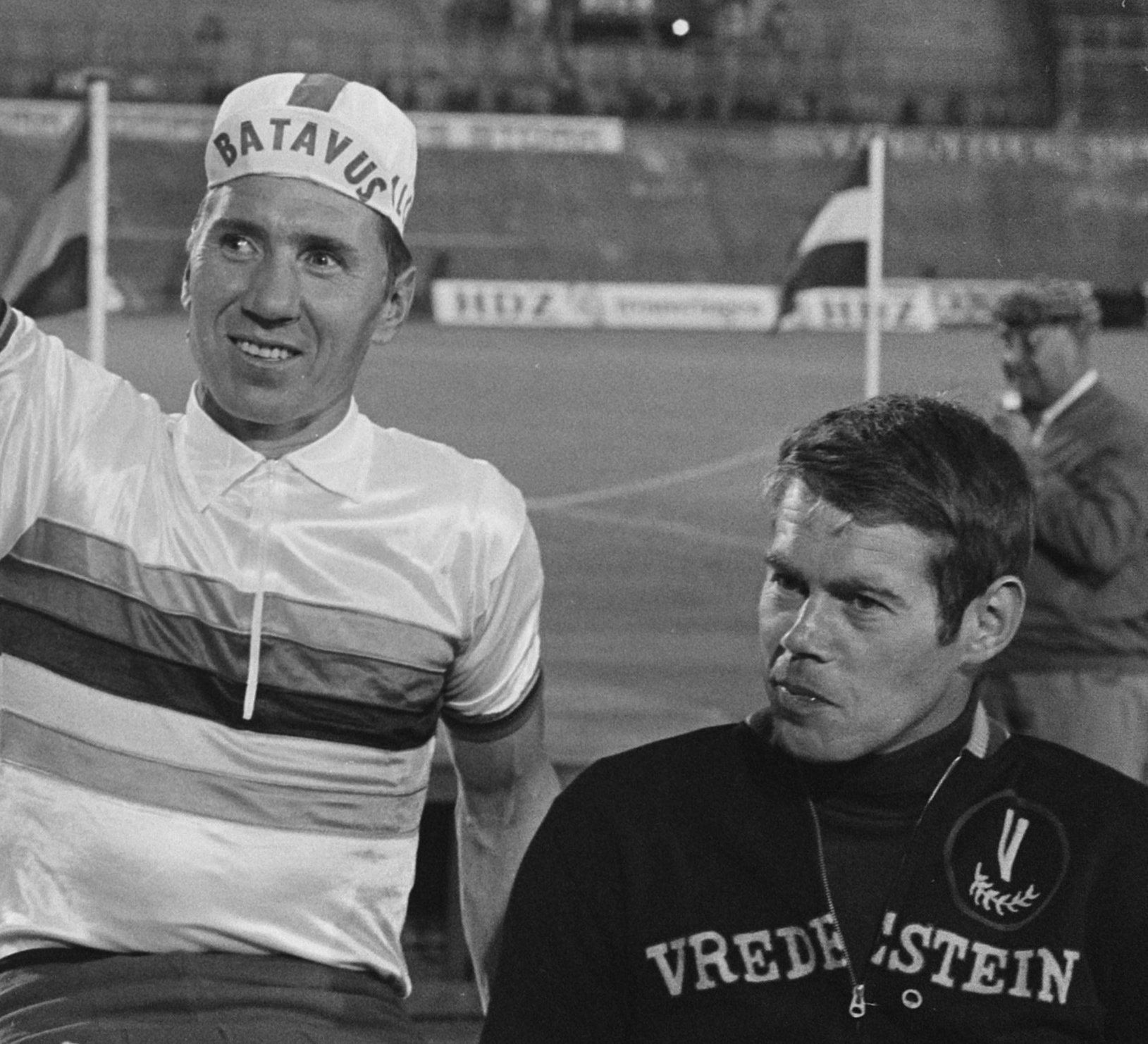
Bruno Walrave (rechts) mit Ehrenfried Rudolph, 1970

Bruno Nils Olaf Walrave (* 22. Februar 1939 in Amsterdam; † 18. August 2022 in Loenen aan de Vecht) war ein niederländischer Radsportler und Schrittmacher.

## Biographie

### Sportliche Laufbahn
In jungen Jahren wurde Bruno Walrave Mitglied des ASC Olympia, war aber selbst nie als Radsportler aktiv. 1956, im Alter von 17 Jahren, erhielt er seine erste Lizenz als Schrittmacher. Insgesamt 53 Jahre war er anschließend als Schrittmacher bei Steherrennen und Dernyrennen aktiv. Mit 15 Titeln als Weltmeister der Steher wurde er der erfolgreichste Schrittmacher weltweit. So führte er Gaby Minneboo, Bert Boom, Jan de Nijs, Cees Stam und René Kos zu Weltmeistertiteln.
Nach der Wintersaison 2008/2009 trat Walrave vom aktiven Sport zurück. Der 70. Geburtstag von Bruno Walrave am 22. Februar 2009 fiel mit dem letzten Tag des Sechstagerennens von Hasselt zusammen. Diesen Anlass nutzte Walrave, um seine aktive Laufbahn zu beenden.

### Diverses
Walrave, der zur Vertretung der Rechte von Berufssportlern nach dem Ende seiner aktiven Laufbahn noch Positionen in verschiedenen nationalen und internationalen Sportverbänden, zum Beispiel in dem niederländischen Radsportverband Koninklijke Nederlandsche Wielren Unie (KNWU) und dem Weltradsportverband Union Cycliste Internationale (UCI) wahrnahm, zeichnete sich durch weitreichende juristische Kenntnisse im Bereich des Profisports aus. 1974 reichte er eine Klage im niederländischen Utrecht auf Arbeitnehmerfreizügigkeit ein und attackierte damit die UCI, die KNWU und den spanischen Radsportverband Federacion Espanola Ciclismo (Spanische Radsport-Föderation). Bei den 1973 im spanischen San Sebastián veranstalteten Bahnrad-Weltmeisterschaften war eine Änderung des internationalen Reglements beschlossen worden, nach welcher der Schrittmacher bei Steherrennen dieselbe Staatsangehörigkeit besitzen musste wie sein Steher. Diese Regelung untersagte unter anderem sowohl ihm wie auch dem niederländischen Schrittmacher Norbert Koch, mit deutschen Stehern an den Start zu gehen und machte es für Walrave unmöglich, seine gemeinsam mit dem Nürnberger Amateursteher Horst Gnas 1971 und 1972 errungenen Weltmeistertitel zu verteidigen. Walrave und Koch sahen sich dadurch in ihrem Recht auf freie Ausübung ihrer Tätigkeit innerhalb der Europäischen Wirtschaftsgemeinschaft (EWG) behindert und klagten gegen diese Bestimmung der UCI.
Der Europäische Gerichtshof (EuGH) bestätigte in seiner Entscheidung vom 12. Dezember 1974, in der Rechtssache 36–74 zum Nachteil von Walrave und Koch, die Auffassung von Koch und Walrave und gab beiden Recht. Diese Entscheidung ist neben anderen auch Grundlage der „Bosman-Entscheidung“ aus dem Jahr 1995.
Walrave war für die niederländische Firma „Six Day Management“ bei der Durchführung der Sechstagerennen von Amsterdam, Rotterdam und Tilburg tätig. Er starb am 18. August 2022 im Alter von 83 Jahren in seinem Wohnort Loenen aan de Vecht.

## Erfolge als Schrittmacher (Auszug)
15 Weltmeisterschaften
9 Weltmeisterschaften der Amateur-Steher
- 1969 – Weltmeister der Amateur-Steher mit Albertus Boom / Niederlande
- 1971 – Weltmeister der Amateur-Steher mit Horst Gnas / Deutschland
- 1972 – Weltmeister der Amateur-Steher mit Horst Gnas / Deutschland
- 1975 – Weltmeister der Amateur-Steher mit Gaby Minneboo / Niederlande
- 1976 – Weltmeister der Amateur-Steher mit Gaby Minneboo / Niederlande
- 1977 – Weltmeister der Amateur-Steher mit Gaby Minneboo / Niederlande
- 1980 – Weltmeister der Amateur-Steher mit Gaby Minneboo / Niederlande
- 1982 – Weltmeister der Amateur-Steher mit Gaby Minneboo / Niederlande
- 1984 – Weltmeister der Amateur-Steher mit Jan de Nijs / Niederlande

5 Weltmeisterschaften der Profi-Steher
- 1970 – Weltmeister der Profi-Steher mit Ehrenfried Rudolph / Deutschland
- 1977 – Weltmeister der Profi-Steher mit Cees Stam / Niederlande
- 1981 – Weltmeister der Profi-Steher mit René Kos / Niederlande
- 1988 – Weltmeister der Profi-Steher mit Danny Clark / Australien
- 1991 – Weltmeister der Profi-Steher mit Danny Clark / Australien

1 Weltmeisterschaft (open)
- 1993 – Weltmeister der Profi-Steher mit Jens Veggerby / Dänemark

 6 Europameisterschaften
3 Steher-Europameisterschaften (Profis)
- 1976 – Steher Europameister mit Cees Stam / Niederlande in Dortmund
- 1988 – Steher-Europameister mit Danny Clark / Australien in Kopenhagen
- 1989 – Steher-Europameister mit Torsten Rellensmann / Deutschland in Dortmund

1 Steher-Europameisterschaft (open)
- 2001 – Steher-Europameister mit Carsten Podlesch / Deutschland in Leipzig

1 Derny-Europameisterschaft (Profis)
- 1989 – Derny-Europameister mit Danny Clark / Australien in Gent

1 Derny-Europameisterschaft (open)
- 2000 – Derny-Europameister mit Jimmi Madsen / Dänemark in Amsterdam